# Новокузнецьк (аеропорт)
Аеропорт Новокузнецьк, також Аеропорт Спіченково (IATA: NOZ, ICAO: UNWW) — один з двох основних аеропортів Кемеровської області, за 17 km на захід від центру Новокузнецьк, Росія

## Типи повітряних суден, що приймає аеропорт
Ан-12, Ан-24, Ан-26, Ил-76, Ил-114, Л-410, Ту-134, Ту-154, Ту-204, Ту-214, Як-40, Як-42, Airbus A319, Airbus A320, Airbus A321, ATR 42, BAe-125-700, Boeing 737-300(-400,-500,-600,-700,-800), Boeing 757-200, Bombardier CRJ 200, Sukhoi Superjet 100, Cessna 208 і всі легші, а також вертольоти всіх типів

## Авіалінії та напрямки, лютий 2021
| Авіакомпанія      | Пункт призначення               |
| ----------------- | ------------------------------- |
| Aeroflot          | Москва-Шереметьєво              |
| Azur Air          | Сезонний чартер: Камрань        |
| Nordwind Airlines | Москва-Шереметьєво              |
| S7 Airlines       | Москва-Домодєдово, Новосибірськ |
| UVT Aero          | Казань, Єкатеринбург            |
| Yakutia Airlines  | Москва–Внуково                  |

## Транспортне сполучення з сусідніми містами
Аеропорт Спіченково офіційно іменується аеропортом Новокузнецьк, але обслуговує всі міста Новокузнецької агломерації.
- Міський транспорт:
  - Новокузнецьк — аеропорт сполучений з центром міста (залізничним та автовокзалом) автобусом 160 маршруту;
  - Прокоп'євськ — маршрут № 20 сполучає аеропорт з центром Прокопьевску, вокзалами, закінчується в селищі Червона гірка; маршрут № 10 везе пасажирів у найбільший район Прокопьевска — Тирган.
  - Киселевськ — з однією пересадкою через Прокоп'євськ
  - Осинники, Калтан, Миськів — міжмуніципальним транспортом з однією пересадкою в Новокузнецьку.
  - Междуреченськ, Таштагол — міжміським транспортом з однією пересадкою у Новокузнецькому автовокзалі
- Автомобільні дороги:
  - Аеропорт сполучено з Новокузнецьком автомобільною дорогою III категорії, через Калачеве з одним залізничним переїздом, відстань від центру міста до аеропорту близько 25 км.
  - Від поста ДПС поблизу аеропорту починається південний обхід Новокузнецька, через який можна потрапити в Куйбишевський і Орджонікідзевський райони, а також південні і східні передмістя Новокузнецька, минаючи центр.
  - Дорога в Прокоп'євськ проходить через його віддалені селища: Зєнково, потім через Червоний углекоп або через Маганак. Два однорівневих залізничні переїзди. В результаті менша, ніж до Новокузнецька.
  - У безпосередній близькості від аеропорту проходить автомагістраль Кемерово-Новокузнецьк, по якій на особистому автомобілі або на таксі можна дістатися до всіх міст Кузбасу.